# Otakar Štorch-Marien
Otakar Štorch-Marien (16. září 1897, Vodňany – 12. března 1974, Praha) byl český nakladatel, spisovatel, básník a publicista. Provozoval nakladatelství Aventinum v letech 1919–1931 a 1945–1949. V rámci nakladatelství fungovala v letech 1927–1930 rovněž galerie výtvarného umění Aventinská mansarda.

## Život
Narodil se v rodině lékárníka. Se Štorchovými rodiči se přátelil Julius Zeyer, který údajně asistoval i při jeho křtu, skutečnými kmotry byli podle matriky Leopold Štorch a Karel Wolf.
 Dětství a mládí prožil v Kolíně, kde v roce 1916 absolvoval gymnázium. Poté studoval na filozofické fakultě Univerzity Karlovy slovanskou filologii, germanistiku a filosofii. Jeho učiteli byli například Arnošt Kraus a Otokar Fischer. Studium zakončil v roce 1921 doktorátem na základě práce Zeyer a Praha.

## Aventinum

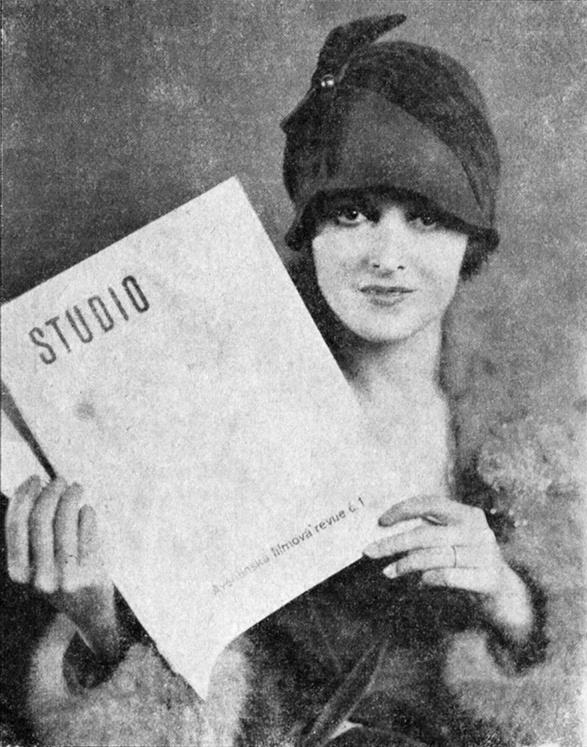
Holywoodská hvězda Mary Astor pózuje s prvním číslem Aventinské filmové revue Studio, 1929

Založení nakladatelství plánoval spolu se svým přítelem Jaromírem Funkem, v té době studentem medicíny. Jaromír Funke ale nedostal souhlas od svého otce, a proto Štorch vydal první titul v roce 1919 sám. Byla to divadelní hra Jaroslava Marii Dolfa (1919). Aby zabránil záměně se jmény knihkupců a nakladatelů Alexandra Storcha a Rudolfa Storcha, připojoval nadále ke svému příjmení Marien. Název nakladatelství Aventinum byl zvolen podle jména renesančního tiskaře Jiřího Melantricha z Aventina. V témže roce se seznámil s bratry Čapky, které získal pro své nakladatelství spolu s jejich příbuzenstvem a přáteli (Helena Čapková, Edmond Konrád, František Langer, Olga Scheinpflugová).
Zásadní mírou se podílel na ustavení Klubu moderních nakladatelů Kmen (1926 – 1949) a byl autorem jeho programového prohlášení.
V březnu 1927 se nakladatelství přestěhovalo do Zedwitzovského paláce, čp. 53/II v Purkyňově ulici 4, na Novém Městě, kde byla výstavní síň, galerie a prodejna Aventinská mansarda. Nakladatelství vydávalo vlastní časopisy Musaion (1920-1921, 1929-1931), Studio (1927-1931), Nové směry (1927-1932) a Rozpravy Aventina (1925-1934).
V roce 1931 se nakladatelství dostalo do finančních potíží, které byly částečně způsobeny hospodářskou krizí a částečně nevhodným hospodařením podniku. Tato situace skončila v roce 1934 úpadkem nakladatelství.

### Edice
Sebrané spisy
- Bratři Čapkové
- Jiří Karásek ze Lvovic
- Josef Svatopluk Machar
- Antonín Sova
- Josef Karel Šlejhar
- Otakar TheerOtakar Štorch-Marien v jubilejním 10. roce nakladatelství Aventinum

Standard Library

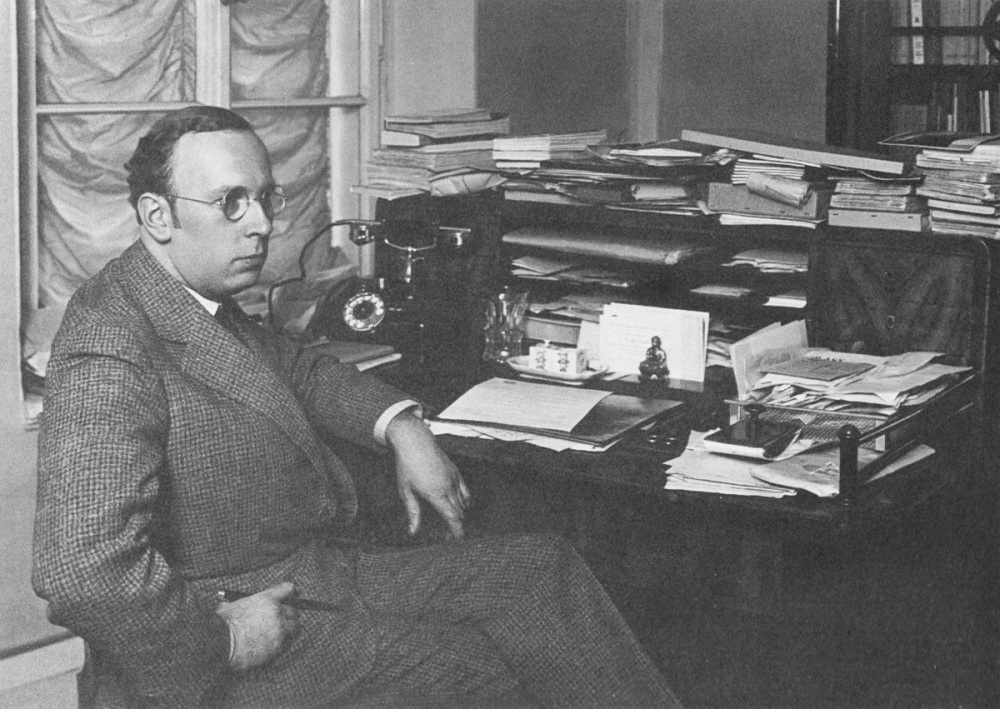
Otakar Štorch-Marien v jubilejním 10. roce nakladatelství Aventinum

Anglosaská literární díla, ve spolupráci s Karlem Čapkem a Otakarem Vočadlem.
Collection Tcheque Aventinum
Collection Tcheque Aventinum byla edice francouzských překladů české literatury v pařížském nakladatelství Bernard Grasset. Vyšla zde díla:
- Karel Matěj Čapek-Chod: Turbine (Turbína, 1928)
- Ivan Olbracht: La Geôle la plus sombre (Žalář nejtemnější, 1928), překlad Gustave Aucouturier
- Karel Čapek: Lettres d’Angleterre (Anglické listy, 1929), překlad Gustave Aucouturier
- Fráňa Šrámek: Le Soldat étonné  (Žasnoucí voják, 1930), překlad Louis Brun-Laloire

### Časopisy
V roce 1921 působil krátce jako filmový referent Lidových novin. V rámci svého nakladatelství vydával časopisy:
- Sladko je žíti : literární čtrnáctideník (1919–1920)
- Rozpravy Aventina : týdeník, pro literaturu umění a kritiku (1925–1934), spoluredaktoři Vilém Závada (1930–1932) a Jaroslav Jan Paulík (1932–1934), grafická úprava Svatopluk Klír (1925–1928) a František Muzika (1928–1934).
- Musaion : měsíční revue pro výtvarné umění 1928–1931, spoluredaktor: František Muzika.
- Studio : měsíční revue pro filmové umění (1929–1931), spoluredaktoři Karel Smrž a Otto Rádl.

### Aventinská mansarda
Po přestěhování nakladatelství do Purkyňovy ulice byla v jeho prostorách otevřena galerie Aventinská mansarda, ve které proběhla řada klíčových výstav českého výtvarného umění (Jan Zrzavý, Toyen a Jindřich Štyrský, Bohumil Kubišta, Adolf Hoffmeister, František Muzika, Josef Šíma, Moderní česká fotografie a další).

## Po roce 1934

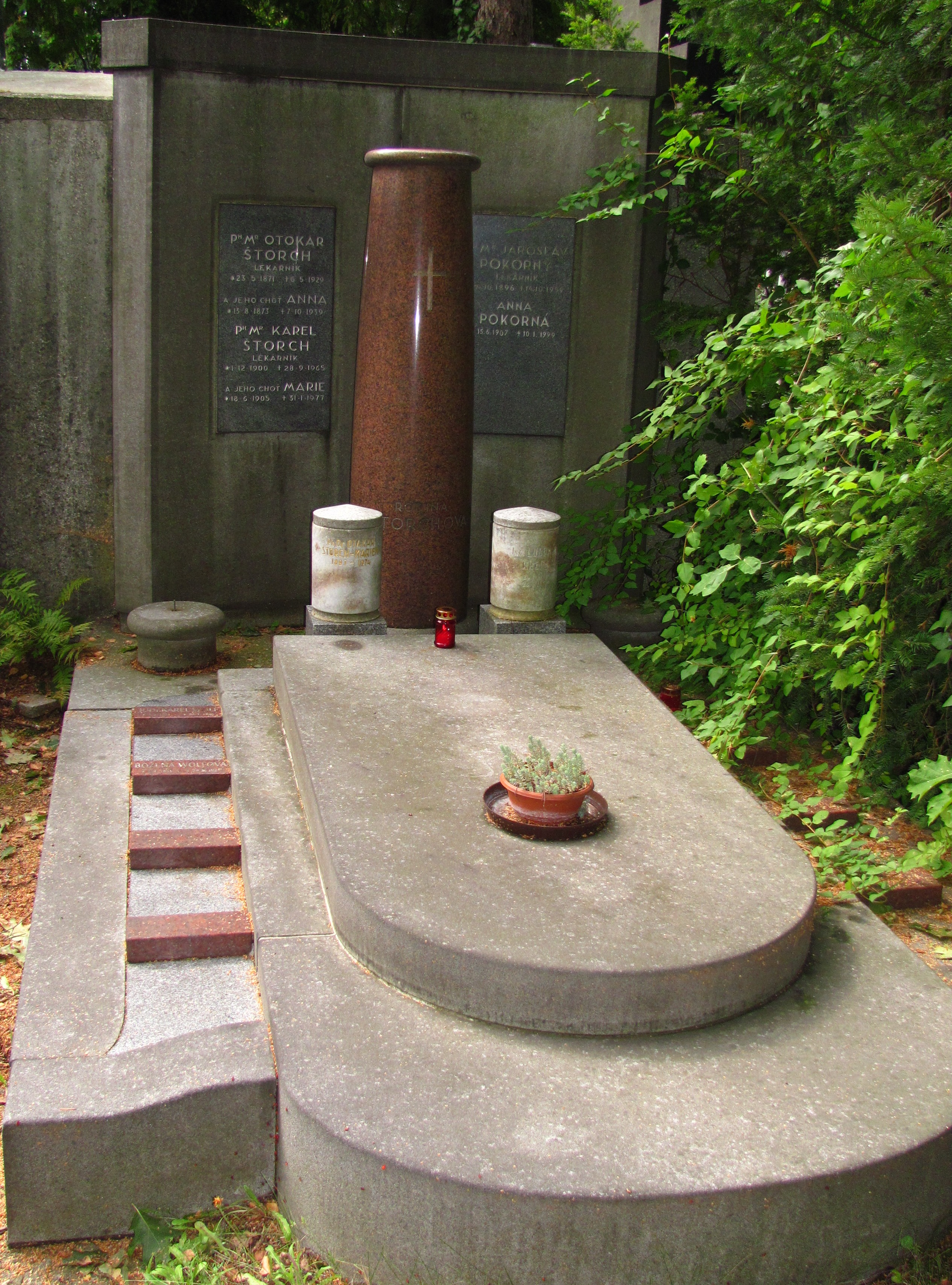
Hrob na Centrálním hřbitově v Kolíně

Otakar Štorch-Marien po úpadku Aventina pracoval jako redaktor v různých nakladatelstvích (Julius Albert, Edvard Beaufort, Leopold Mazač, Nakladatelské družstvo Máje). Během války v letech 1939-1945 byl redaktorem nakladatelství Melantrich v Praze.
V roce 1945 oficiálně obnovil nakladatelství Aventinum. V roce 1949 bylo ale zrušeno a přiřazeno k Ústředí lidové a umělecké výroby (ÚLUV). Pracoval pak jako vedoucí knihkupectví Českého fondu výtvarných umění na Národní třídě v budově Platýzu.
Zemřel v roce 1974 a je pohřben na městském hřbitově v Kolíně.

## Spisy

### Básně
- Červené milování : Písně, Praha : Srdce, 1919
- Vzkázání mojí milé, Praha : vlastní náklad, 1919
- Lilie v korzetu, Praha : Aventinum, 1922
- Venuše s červenou parukou, 1925
- Kilima Ndžaro lásky, Praha : Aventinum, 1928 – básnické fantasie z let 1926–28
- Mumraj, Praha : soukromý tisk, 1957 – bibliofilie

### Próza
- Nemorální komedie 1919 – drama, premiéra 1920
- Hlomozné ticho a jiné příběhy, Praha : Aventinum, 1920 – prózy z let 1919 a 1920
- Modrý kolibřík, Praha : Aventinum, 1923 – povídky z let 1921–1923
- Vrah, J. R. Vilímek, 1924 – román
- Chvála nakladatelského povolání, Praha : Aventinum, 1929 – bibliofilie k 10. výročí Aventina
- Žaluji, Praha : vlastní náklad, 1934
- In memoriam stých narozenin Jana Otty, Praha, 1941
- U zlaté bohyně, Praha : Lidová demokracie, 1965 – román
- Aventinum a jeho knižní výtvarníci, Praha : Nakladatelství čs. výtvarných umělců, 1967
- Město Kolín, Praha : Středočeské nakladatelství, 1968 – texty k fotografiím Aleše Krause
- Filmová publicistika Otakara Štorcha-Mariena, uspořádal Karel Tabery, Olomouc : Univerzita Palackého, 2004 ISBN 80-244-0864-3

### Paměti
- Sladko je žít : Paměti nakladatele Aventina I., Praha : Československý spisovatel, 1966
- Ohňostroj : Paměti nakladatele Aventina II., Praha : Československý spisovatel, 1969
- Tma a co bylo potom : Paměti nakladatele Aventina III., Praha : Československý spisovatel, 1972

### Filmografie
- Madame Golvery (autor námětu a scénáře filmu, 1925)[6]

## Výstavy
- Aventinská mansarda : Otakar Štorch Marien a výtvarné umění, kurátor Karel Srp mladší, Praha : Galerie hlavního města Prahy, 1990
- Aventinum 1919–1949 : příběh nakladatele Štorcha-Mariena, kurátor: Aleš Zach, Praha : Národní knihovna České republiky, Galerie Klementinum, 2009, tisková zpráva